# FCシャフハウゼン
フースバルクラブ・シャフハウゼン (Fussball Club Schaffhausen) は、スイス北部、シャフハウゼン州の州都シャフハウゼンを本拠地とするサッカークラブチームである。2023-24シーズンはチャレンジリーグ (2部相当) に所属。FCSは略称。
1896年にFCヴィクトリア (FC Victoria) として創設された。その後時期は不明ながら、名称を現在のものに改めている。1934-35シーズンに2部リーグに参加。1940-41シーズンには3部まで落ち込む時期があったが、わずか1年で2部リーグ復帰している。1955-56シーズンに1部リーグに初昇格。2年後の1957-58シーズンに2部へ降格、1961年まで2部リーグで過ごした後、1961-62シーズンに1部リーグに復帰。が、翌シーズンにわずか1年で降格してしまう。1部復帰を遂げた1963-64シーズンも、やはり翌1964-65シーズンに降格する結果となってしまった。その後は2部に留まる時期が続いていたが、1999-2000シーズンには50年以上振りに3部へ降格した。2001-02シーズンに2部に復帰すると、2シーズン後の2003-04シーズンには念願の1部復帰を果たした。3シーズンを1部で過ごした後、2006-07シーズンにリーグ最下位で2部へ降格した。
カップ戦では過去4度に渡り決勝戦に進出しているが、いずれも敗れており、いまだカップ制覇は果たせていない。

## タイトル

### 国内タイトル
- チャレンジリーグ:1回
  - 2003-04
- 1.リーガ:4回
  - 1950-51, 1962-63, 1983-84, 2001-02

### 国際タイトル
- なし

## 過去の成績
| シーズン | ディビジョン         | ディビジョン | ディビジョン | ディビジョン | ディビジョン | ディビジョン | ディビジョン | ディビジョン | ディビジョン | スイス・カップ |
| シーズン | リーグ               | 試           | 勝           | 分           | 敗           | 得           | 失           | 点           | 順位         | スイス・カップ |
| -------- | -------------------- | ------------ | ------------ | ------------ | ------------ | ------------ | ------------ | ------------ | ------------ | -------------- |
| 2012-13  | プロモーションリーグ | 30           | 21           | 5            | 4            | 75           | 29           | 68           | 1位          | 3回戦敗退      |
| 2013-14  | チャレンジリーグ     | 36           | 18           | 8            | 10           | 57           | 40           | 62           | 4位          | 2回戦敗退      |
| 2014-15  | チャレンジリーグ     | 36           | 13           | 8            | 15           | 55           | 54           | 47           | 5位          | 2回戦敗退      |
| 2015-16  | チャレンジリーグ     | 34           | 14           | 5            | 15           | 43           | 45           | 47           | 5位          | 3回戦敗退      |
| 2016-17  | チャレンジリーグ     | 36           | 16           | 3            | 17           | 64           | 59           | 51           | 4位          | 3回戦敗退      |
| 2017-18  | チャレンジリーグ     | 36           | 21           | 1            | 14           | 70           | 51           | 64           | 2位          | 2回戦敗退      |
| 2018-19  | チャレンジリーグ     | 36           | 10           | 9            | 17           | 43           | 62           | 39           | 7位          | 2回戦敗退      |
| 2019-20  | チャレンジリーグ     | 36           | 6            | 14           | 16           | 34           | 62           | 32           | 9位          | 1回戦敗退      |
| 2020-21  | チャレンジリーグ     | 36           |              |              |              |              |              |              | 位           | 2回戦敗退      |

## 歴代監督
- 1924-1928 グスタフ・バンク
- 1928-1930 オットー・ランツ
- 1935-1936 ルドルフ・キス
- 時期不詳 Georg Rüegg
- 1943-1947 Max Weiler
- 1947-1948 ヘルベルト・ローゼンマイヤー
- 1948-1952 マルコ・ビアンキ
- 1952-1956 ヨーゼフ・スミシュティク
- 1956-1957 エルンスト・ザベディッチ
- 1957-1958 ギュンター・フッレル
- 1958-1960 ヨーゼフ・ラッケルマイエル
- 1960-1961 ヴィリー・マホ
- 1961-1962 ヨゼフ・ダーウェル
- 1962-1963 クルト・ツァロ
- 1963-1964 ヴェルナー・ゼーンデル
- 1964-1965 ヨーゼフ・スミシュティク
- 1968-1969 ハンス・シュリットマッター
- 1969-1970 エーリッヒ・クノブロッホ
- 1972-1973 トニー・オーレマン
- 1976-1979 Guido Meyer
- 1979-1980 ウルス・ジーゲンターラー
- 1980-1981 イェルグ・ゴルドマン
- 1983-1986 カール・ベルガー
- 1986-1986 ゲルハルト・ヴァベル
- 1986-1986 コンラット・ホーレンシュタイン
- 1986-1988 ローラント・フライ
- 1988-1989 エーリヒ・フォルミ
- 1989-1990 フーベルト・ミュンヒ
- 1990-1992 ローランド・フリンゲル
- 1992-1994 ハインツ・ビグラー
- 1994-1997 ヴァルター・イゼリン
- 1997-1999 ボロ・クズマノヴィッチ
- 1999-2000 マルコ・フィノメノ
- 2000-2007 ユルゲン・ゼーベルガー
- 2007-2008 Marco Schällibaum
- 2008-2009 ファビアン・ミュラー
- レネ・ヴァイラー  2009-2011
- ムラト・ヤキン 2016-2017
- ボリス・スミリャニッチ 2017-2019
- ユルゲン・ゼーベルガー 2019
- ムラト・ヤキン 2019-2021

## 歴代在籍選手
GK
- ファビオ・コルトルティ 2001-2003
- マルセル・ヘルツォーク 2004-2007
- ロマン・ビュルキ 2010

DF
- イーゴル・エンガンガ 2008-2011

MF
- ロベルト・ディ・マッテオ 1988-1991
- アンドレ・ルイス・ネイツケ 2014-2017
- ヤシン・ミカリ 2017-2018

FW
- ヨアヒム・レーヴ 1989-1992
- スレイマン・サネ 2000
- アルベルト・ブニャク 2003-2005
- モレノ・メレンダ 2006
- ヤニック・カマナン 2006
- エズジャン・アリオスキ 2013-2016